# WaRP Graphics

Das Logo des Verlags

WaRP (Wendy and Richard Pini) Graphics, später auch einfach Warp Graphics, ist ein US-amerikanischer Comicverlag, begründet vom Comiczeichner-Ehepaar Richard und Wendy Pini, das hier ab 1978 hauptsächlich seine populäre "Elfquest"-Serie veröffentlichte.
Zeitweise veröffentlichte WaRP weitere Serien, wie "A Distant Soil" von Colleen Doran und "MythAdventures" von Robert Asprin und Phil Foglio. Innerhalb der späten 80er und 90er Jahre wurden jedoch alle Projekte bis auf "Elfquest" abgestoßen. Die weltweiten Vermarktungsrechte an letzterem übertrugen die Pinis 2003 an DC Comics. Seitdem existiert WaRP Graphics zwar offiziell noch, veröffentlicht aber keine Comics mehr und ist damit als Verlag praktisch nicht mehr existent.